# Chalford
Chalford is een civil parish in het bestuurlijke gebied Stroud, in het Engelse graafschap Gloucestershire met 6215 inwoners.